# Heinrich Schäffer (Politiker, 1811)
Heinrich Schäffer (* 12. November 1811 in Erbstadt im Main-Kinzig-Kreis; † 30. Mai 1877 ebenda) war ein deutscher Bürgermeister und Mitglied der Zweiten Kammer der kurhessischen Ständeversammlung.

## Leben
Heinrich Schäffer war in seinem osthessischen Heimatort Erbstadt als Bürgermeister tätig, als er in dieser Funktion ein Mandat für den kurhessischen Landtag erhielt. Er wurde 1855 für den Wahlbezirk Hanau (Land) in das Parlament gewählt und blieb dort bis 1857.
Die Ständeversammlung wurde nach den Unruhen im Jahre 1830 zum Zweck der Beratung und Verabschiedung einer Verfassung gebildet und hatte bis 1866 Bestand, als das Land Hessen durch Preußen annektiert wurde.